# 胡壮猷
胡壮猷（约1886年—？），字愚若，男，江苏无锡人，中国化学家。

## 生平
胡壮猷于1897年起就读于南洋公学。1902年曾因墨水瓶事件而退学。1905年公派至美国留学，毕业于加州大学采矿冶金专业。
回国后，于1913年至1914年间出任浙江高等学校（今浙江大学）校长。后曾任教于北京师范大学、北京大学等校。1930年出任北京大学化学系主任。

## 家庭
舅舅荣福龄为无锡实业家。弟弟胡鸿猷、胡立猷。侄子胡汉泉为真空电子专家，外甥邹承鲁为生物化学家。